# Фантом (песня)
«Фанто́м» — советская песня на тему Вьетнамской войны; автор неизвестен. Основана на слухах об участии в войне советских лётчиков. СССР оказывал Северному Вьетнаму военно-техническую помощь с 1965 года, но по официальной версии непосредственно в военных действиях с советской стороны участвовали лишь расчёты зенитно-ракетных комплексов.

## История песни
Наиболее полное изучение истории песни составил журналист и учёный-филолог Рустам Фахретдинов, известный своими научными работами по современному народному песенному творчеству и сайту А-Pesni, посвящённому его сборникам. Фахретдинов указывает на очевидную принадлежность песни современному народному творчеству, так как ни один из исполнителей не заявил своего авторства стихов, но в то же время существует как минимум пять вариантов её исполнения. По мнению филолога, песня создана в каком-то варианте не позднее 1970-х годов; он считает, что первоначально использовался мотив песни «Гоп со смыком», созданной в 1920-х годах. Песня наиболее известна в варианте исполнения «Чиж & Co» именно за счёт авторской переработки исходного мотива.
Песня появилась и получила первую популярность после начала войны во Вьетнаме.
Вторую жизнь песня получила благодаря советским и российским рок-исполнителям: песня вошла в альбом «Лет Ит Би» проекта Егора Летова «Коммунизм» (1989), а затем записана на альбоме «Фантом» (1993) группы «Вишнёвый сад». Самый известный вариант принадлежит группе «Чиж & Co», записавшей песню для альбома «Эрогенная зона» (1996).

## Содержание песни
В наиболее распространённом варианте, исполненном группой «Чиж & Co», текст песни повествует о лётчике ВВС США, пилоте истребителя-бомбардировщика F-4 «Фантом II». Как следует из текста, пилот во время Вьетнамской войны совершает боевой вылет с территории Таиланда против целей в Северном Вьетнаме — об этом говорят слова «…Путь мой труден и далёк, мой Фантом несётся на восток» и присутствие самолётов противника. После поражения «Фантома» ракетой лётчик катапультируется и сразу после приземления попадает в плен. На допросе он спрашивает, кто его сбил, и получает от вьетнамца ответ: «Сбил тебя наш лётчик Ли Си Цын». На что американец парирует, что по радио слышал разговор между русскими лётчиками: «— Коля, жми, а я накрою! — Ваня, бей, а я прикрою!», из чего делает вывод «…русский ас Иван подбил меня». Имя Ли Си Цин (по созвучию с русской фамилией Лисицын) — не вьетнамское, а китайское (кит. трад. 李西青, упр. Li Xi Qing), и обычно используется в анекдотах для обозначения собирательного образа советских пилотов во время Корейской войны (во время японо-китайской войны советские лётчики-добровольцы именовали себя Ван Ю Шин). Таким образом, факт реального участия ВВС СССР в Корейской войне смешивается с распространённым, но не имеющим фактического подтверждения слухом об участии советских пилотов в воздушных боях во Вьетнаме.
Существуют различные варианты и переделки песни. «Ближневосточный» (в котором действие происходит, очевидно, во время вымышленного конфликта с участием Израиля и Ирака) мог появиться позже 1970-х годов (упоминается истребитель-бомбардировщик «Кфир»). «Немецкий», описывающий от лица немецкого лётчика бой на Западном фронте Германии во время Первой мировой войны и стилизованный под правила русской дореволюционной орфографии, появился в 2015 году..

## Упоминания песни в других произведениях искусства
- Песня упоминается самостоятельно в другой песне группы «Чиж & Co». В песне «Зверёк» (альбом «Нечего терять») есть слова «Я бы дышал травой, я бы играл хвостом, дикий и всем чужой, я бы не пел „Фантом“».
- Песня в исполнении группы «Чиж & Co» звучит в документальном сериале «Рождённые в СССР» в серии «21 год».
- Песня упоминается в совместной песне Бранимира, 25/17 и Чижа — «В нашем маленьком городе»[7]: «И так хочется накидаться И с друзьми поорать под гитару „Фантом“».
- Песня упоминается в начале романа Виктора Пелевина «Омон Ра» (1991 г.):

…просто в самом начале лета я услышал от кого-то идиотскую песню, в которой были слова: «Мой „Фантом“, как пуля быстрый, в небе голубом и чистом, с рёвом набирает высоту». Надо сказать, что её идиотизм, который я достаточно ясно осознавал, не мешал мне трогаться ею до глубины души. Какие ещё я помню слова? «Вижу в небе дымную черту… Где-то вдалеке родной Техас». И ещё были отец, и мать, и какая-то Мэри, очень реальная из-за того, что в тексте упоминалась её фамилия. — Пелевин В. Омон Ра. М., Эксмо, 2007. С. 15.

### Комментарии
1. ↑  «Далеко внизу лежит Багдад»
2. ↑  Во время Первой мировой войны во Франции воевали русские войска, направленные туда Россией в помощь французам.